# Campeonato de Escocia de Rugby 1985-86
El Campeonato de Escocia de Rugby (Scotland Division 1) de 1985-86 fue la decimotercera edición del principal torneo de rugby de Escocia.

## Sistema de disputa
El torneo se disputó en formato de todos contra todos en la que cada equipo enfrentó a cada uno de sus rivales.
El equipo que al finalizar el torneo obtuviera mayor cantidad de puntos, se coronó como campeón del torneo, mientras que los dos últimos descendieron directamente a la División 2. 
Puntuación
Para ordenar a los equipos en la tabla de posiciones se los puntuará según los resultados obtenidos.
- 2 puntos por victoria.
- 1 puntos por empate.
- 0 puntos por derrota.

## Clasificación
| Pos. | Equipo             | Encuentros | Encuentros | Encuentros | Encuentros | Tantos | Tantos | Tantos | Puntos |
| Pos. | Equipo             | PJ         | PG         | PE         | PP         | F      | C      | Dif    | Puntos |
| ---- | ------------------ | ---------- | ---------- | ---------- | ---------- | ------ | ------ | ------ | ------ |
| 1.º  | Hawick RFC         | 13         | 12         | 0          | 1          | 241    | 117    | +124   | 24     |
| 2.º  | Kelso RFC          | 12         | 10         | 0          | 2          | 270    | 94     | +176   | 20     |
| 3.º  | Stewart's Melville | 12         | 9          | 0          | 3          | 289    | 103    | +186   | 18     |
| 4.º  | Watsonians         | 13         | 8          | 0          | 5          | 205    | 145    | +60    | 16     |
| 5.º  | Heriot's FP        | 13         | 8          | 0          | 5          | 201    | 161    | +40    | 16     |
| 6.º  | Gala RFC           | 12         | 7          | 0          | 5          | 202    | 153    | +49    | 14     |
| 7.º  | West of Scotland   | 12         | 7          | 0          | 5          | 199    | 292    | +7     | 14     |
| 8.º  | Boroughmuir RFC    | 13         | 7          | 0          | 6          | 143    | 163    | -20    | 14     |
| 9.º  | Jed-Forest         | 13         | 5          | 0          | 8          | 132    | 218    | -86    | 10     |
| 10.º | Melrose RFC        | 13         | 4          | 0          | 9          | 149    | 170    | -21    | 8      |
| 11.º | Edinburgh Accies   | 13         | 4          | 0          | 9          | 115    | 197    | -82    | 8      |
| 12.º | Selkirk            | 13         | 4          | 0          | 9          | 118    | 212    | -94    | 8      |
| 13.º | Preston Lodge      | 13         | 3          | 0          | 10         | 90     | 258    | -168   | 6      |
| 14.º | Kilmarnock         | 13         | 1          | 0          | 12         | 123    | 294    | -171   | 2      |

|  | Campeón.                    |
|  | Descendido a la División 2. |

| Bandera de Escocia |
| Campeón Hawick RFC |
| Noveno título      |